# Demcenkî, Hlobîne
Demcenkî (în ucraineană Демченки) este un sat în comuna Ivanove Selîșce din raionul Hlobîne, regiunea Poltava, Ucraina.

## Demografie
Componența lingvistică a localității Demcenkî
     Ucraineană (98,68%)
     Română (1,32%)
Conform recensământului din 2001, majoritatea populației localității Demcenkî era vorbitoare de ucraineană (98,68%), existând în minoritate și vorbitori de română (1,32%).